# White Mills (Pennsylvanie)
 (août 2025).
White Mills est une census-designated place située dans le comté de Wayne, dans l’État de Pennsylvanie, aux États-Unis. Lors du recensement de 2020, elle compte 585 habitants.